# Уваринский сельсовет
Уваринский сельский совет — упразднённое муниципальное образование в составе Камызякского района Астраханской области, Российская Федерация. Административный центр — село Увары.

## Географическое положение
Сельский совет расположен в центральной части района. Граница сельсовета начинается от точки пересечения ерика Чертык и ерика Уваринка, далее идёт в восточном направлении до ерика Большой Кал, по его середине, а затем по середине ерика Тихий на протяжении 1200 м, далее идёт в северо-восточном направлении на протяжении 2 км до реки Камызяк, по середине реки Артельная до реки Никитинский Банк, по её середине до реки Вертячка, далее поворачивает на северо-запад, идёт 6 км по середине реки Вертячка и затем идет в юго-западном направлении на протяжении 2 км до реки Каныча, по её середине в северо-западном направлении на протяжении 8500 м, затем идёт в северо-восточном направлении, пересекая автодорогу Астрахань-Травино, автодорогу Увары-Иванчуг до ерика Троицкий, ересекает его и идёт до ерика Уваринка, после чего идёт по его середине до первоначальной точки.

## История
В 1930 году в селе Увары был образован сельский совет. Муниципальное образование «Уваринский сельсовет» создано 11.09.1996 г. Посёлок Успех, входящий в состав муниципального образования, образован в 1947 году.
Законом Астраханской области от 29 июня 2015 года № 42/2015-ОЗ, муниципальные образования «Село Чаган» и «Уваринский сельсовет» были преобразованы, путём их объединения, в муниципальное образование «Чаганский сельсовет» с административным центром в селе Чаган.

## Население
| 2010 | 2012  | 2013  | 2014  | 2015  |
| ---- | ----- | ----- | ----- | ----- |
| 1219 | ↘1212 | ↘1198 | ↗1209 | ↘1199 |

Национальный состав:
- русские — 86,9 %
- казахи — 8,6 %
- татары — 2,3 %
- другие — 2,2 %

## Состав сельского поселения
В состав сельского поселения входило 2 населённых пункта
| № | Населённый пункт | Тип населённого пункта       | Население |
| - | ---------------- | ---------------------------- | --------- |
| 1 | Увары            | село, административный центр | ↘1034     |
| 2 | Успех            | посёлок                      | ↘185      |

## Хозяйство
Ведущая отрасль хозяйства — сельское хозяйство. Животноводство — разведение крупного рогатого скота, овец, коз, лошадей и птиц, основная продукция — мясо, молоко, шерсть и яйца. Растениеводство — выращивание овощей, зерновых и картофеля. Развито рыболовство.
Среди учреждений социальной сферы в сельсовете действуют фельдшерско-акушерская амбулатория, детский сад, средняя школа на 392 места, дом культуры, 2 сельские библиотеки. Действуют 4 магазина, пекарня и столовая.
Транспорт в сельсовете представлен дорогой от города Камызяк и судоходными проливами Волги.